# ليزلي واتلي
السيدة ليزلي فيوليت لوسي إيفلين واتلي (بالإنجليزية: Leslie Whateley)‏ (28 يناير 1899 - 4 يوليو 1987) ضابطة في الجيش البريطاني ولقد شغلت منصب رئيسة الخدمة الإقليمية المساعدة خلال الحرب العالمية الثانية في الفترة 1943-1946.